# Gestreepte spinnenjager
De gestreepte spinnenjager (Arachnothera magna) is een zangvogel uit de familie van de honingzuigers.

## Kenmerken
Deze spinnenjager is de grootste soort en wordt tot 20 centimeter lang en heeft een lange, omlaaggebogen, spitse snavel.De gestreepte spinnenjager onderscheidt zich van de andere soorten van dit genus door de zwarte streping en de duidelijk oranje poten.

## Verspreiding en leefgebied
De soort leeft in dichte bossen zowel in laaglandbos als in hellingbossen tot op 1800 m boven de zeespiegel in  Myanmar en in Maleisië boven de 1000 m. Het verspreidingsgebied bestrijkt de volgende landen: Bangladesh, Bhoetan, Cambodja, China, India, Laos, Maleisië, Birma, Nepal, Thailand en Vietnam.
De soort telt vijf ondersoorten:
- A. m. magna: van de centrale Himalaya en oostelijk Bangladesh tot zuidelijk China en noordelijk Myanmar.
- A. m. aurata: centraal en oostelijk Myanmar.
- A. m. musarum: zuidoostelijk Myanmar, noordelijk Thailand, Laos en noordelijk Vietnam.
- A. m. remota: het zuidelijke deel van Centraal-en zuidelijk Vietnam.
- A. m. pagodarum: Maleisië.